# Cascine de' Ronchi
Cascina de' Ronchi è una frazione del comune di Offanengo, posta a nord-est dell'abitato.

## Storia
Il Territorio di Crema fu occupato dai rivoluzionari francesi nel 1796 ed annesso alla Repubblica Cisalpina nel 1797. L’integrazione amministrativa delle ex province veneziane, che non avevano neppure precedentemente fatto parte dell’Impero, nello Stato milanese non fu semplice, data la marcata differenza dei due sistemi legali. Assegnare ad ogni località la condizione di comune o di frazione, non fu sempre ovvio, essendoci talvolta delle autorità superiori ed inferiori. L’abitato della Cascina dei Ronchi fu inserito nel comune amministrativo di Offanengo, ma gli fu riservato una specificità ai fini catastali, individuandolo come un comune censuario.